# Équipe de Corée du Nord de football
Vous lisez un « bon article » labellisé en 2013.
Cet article traite de l'équipe masculine. Pour l'équipe féminine, voir Équipe de Corée du Nord féminine de football.
Ne doit pas être confondu avec Équipe de Corée du Sud de football.
Maillots
L'équipe de Corée du Nord de football est constituée par une sélection des meilleurs joueurs nord-coréens sous l'égide de la fédération de Corée du Nord de football et représente le pays lors des compétitions régionales, continentales et internationales depuis sa création en 1964. Les Chollima, comme les surnomment leurs supporters en référence au Chollima, une créature mythique, disputent leurs rencontres à domicile au Stade Kim Il-sung, situé dans la capitale nord-coréenne, Pyongyang. Les Nord-Coréens ont terminé l'année 2024 au 115e rang mondial du classement FIFA.
La situation diplomatique particulière de la Corée du Nord n'a pas facilité la participation de sa sélection aux diverses compétitions internationales de football. Elle est cependant la première nation asiatique à atteindre les quarts de finale d'une Coupe du monde, lors de l'édition 1966, où elle est éliminée par le Portugal. Depuis, elle ne s'est qualifiée que pour une seule autre phase finale, en 2010, sans passer le premier tour.

## Histoire

### Les débuts de la Corée du Nord et la Coupe du monde 1966
La Fédération de Corée du Nord de football est fondée en 1945. Elle devient membre de l'AFC durant la première année d'existence de la confédération, en 1954 et est affiliée à la FIFA depuis 1958. Le premier match officiel de l'équipe de Corée du Nord de football est joué le 22 mars 1964 à Rangoun, contre la Birmanie, dans le cadre des qualifications pour les Jeux olympiques de Tokyo. Ce premier match de l'histoire de la sélection nord-coréenne se termine sur un score nul et vierge de 0-0. Grâce à leur victoire sur les Birmans au match retour, les Chollimas accèdent au tour suivant face à la Thaïlande, un duel en aller-retour toujours disputé à Rangoon. Ils s'imposent très facilement (7-0 sur l'ensemble des deux matchs), mais sont contraints de déclarer forfait pour la phase finale du tournoi, organisé dans le cadre des Jeux olympiques de Tokyo, un forfait qui concerne en réalité l'ensemble de la délégation nord-coréenne pour ces jeux, car le Comité international olympique a décidé d'interdire de participation aux Jeux tout athlète ayant pris part aux Jeux des nouvelles forces émergentes (GANEFO) auxquels ont pris part plusieurs footballeurs de l'équipe nationale.
En 1965, la sélection nationale participe à nouveau au tournoi de football des Jeux des nouvelles forces émergentes, puis s'inscrit pour la première fois aux qualifications pour une Coupe du monde, organisée l'année suivante en Angleterre.
Cette année-là, la FIFA décide de placer l'ensemble des sélections engagées issues d'Afrique, d'Asie et d'Océanie dans un seul groupe d'éliminatoires, avec pour but de n'offrir qu'une seule place en phase finale pour cette partie du monde. Tous les pays africains inscrits protestent unanimement en se retirant de la compétition. Il ne reste plus alors, pour la zone Asie-Océanie, que la Corée du Nord et l'Australie : l'Afrique du Sud, versée dans la zone Asie-Océanie pour ces qualifications, est suspendue en raison de sa politique d'apartheid et la Corée du Sud déclare forfait lorsque l'AFC décide de relocaliser le tournoi qualificatif asiatique du Japon vers Phnom Penh, au Cambodge. La place qualificative pour le groupe Afrique-Asie-Océanie se joue donc sur deux matchs aller-retour entre l'Australie et la Corée du Nord. Les Australiens partent favoris, mais les Nord-Coréens, en faisant preuve de coordination et d'une grande discipline, remportent les deux matchs et se qualifient pour la phase finale (victoires 6-1 et 3-1). La qualification de la Corée du Nord pose un problème diplomatique au pays organisateur : en effet, depuis la guerre de Corée, le Royaume-Uni n'a toujours pas reconnu la légitimité du gouvernement de Pyongyang et ne peut par exemple pas faire flotter son drapeau ni jouer son hymne national. Le problème n'est qu'en partie résolu avant le début de la compétition, en juillet 1966 puisque le drapeau de Corée du Nord flotte aux côtés de ceux des autres participants, mais l'hymne national n'est pas joué avant les rencontres des Chollimas.
Lee Chan-myung - Ha Yung-won, Shin Yung-kyoo, Lim Zoong-sun, Oh Yoon-kyung - Pak Seung-jin , Im Seung-hwi, Han Bong-zin - Pak Doo-ik, Kim Bong-hwan, Yang Seung-kook
Versée dans le groupe 4, en compagnie de l'URSS, de l'Italie et du Chili, la sélection affronte pour la première fois de son histoire des formations d'un autre continent. Les Chollimas perdent leur premier match face aux Soviétiques, puis obtiennent le match nul un but partout contre le Chili (Pak Seung-jin devient à cette occasion le premier buteur nord-coréen en Coupe du monde). La dernière rencontre, face aux doubles champions du monde italiens, est cruciale, puisque le vainqueur obtient son billet pour les quarts de finale. La discipline quasi-militaire des hommes de Myung Rye-hyun parvient à les faire gagner sur le plus petit des scores, sur un but de Pak Doo-ik, contre le jeu individuel des Italiens (qui recevront des tomates à leur retour au pays). Ce succès permet pour la première fois à une équipe asiatique de se qualifier en quarts de finale d'une coupe du monde de football.

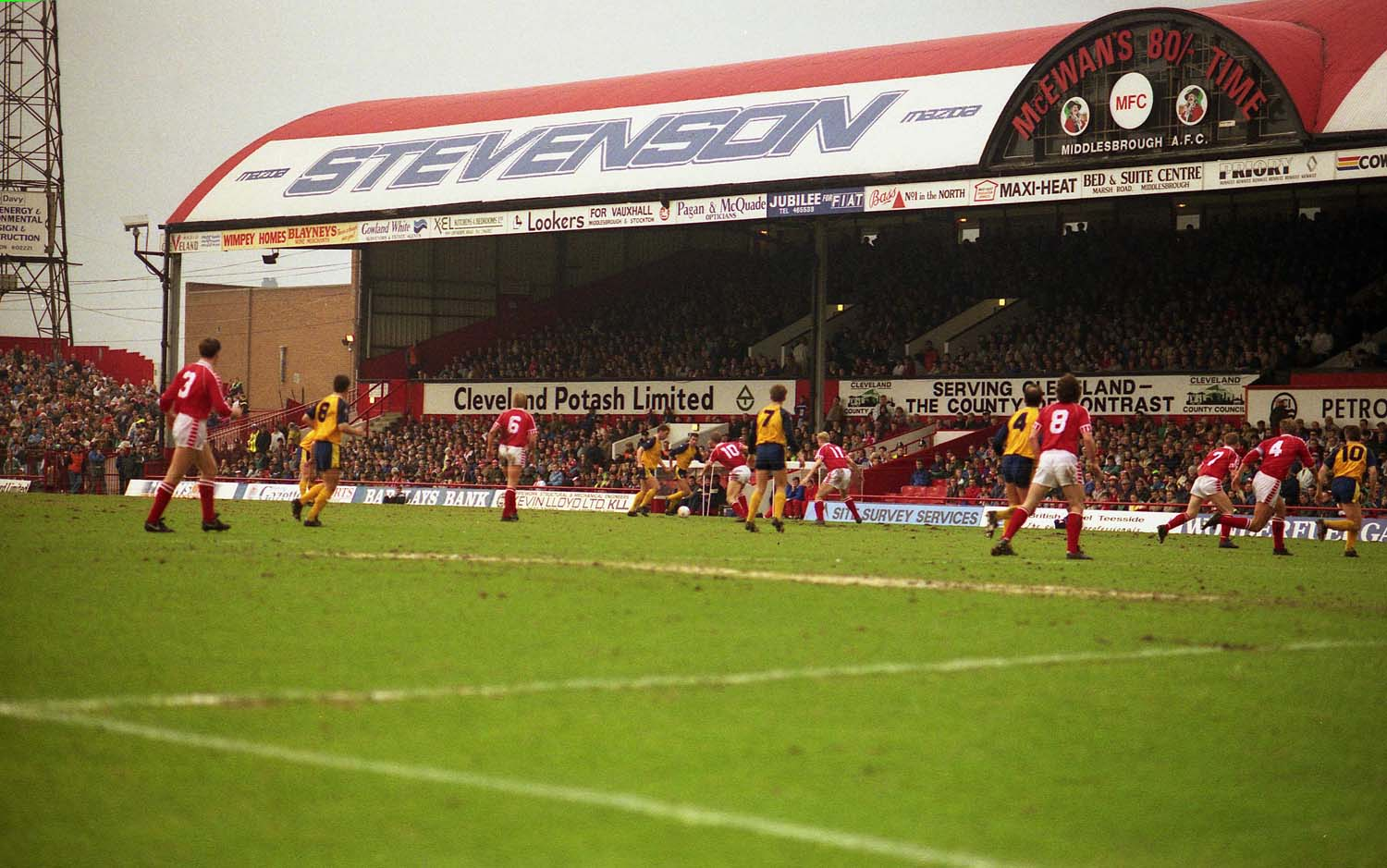
Ayresome Park, enceinte des trois matchs de poule disputés par les Nord-Coréens.

Parallèlement, le public se met à s'intéresser à ces joueurs disciplinés venus d'un pays fermé, qui, par leur stratégie, tiennent tête aux favoris. Ils sont acclamés par les habitants de la ville de Middlesbrough, où ils sont logés, notamment les joueurs vedettes de l'équipe, Pak Seung-jin et Pak Doo-ik. Et lorsqu'ils se retrouvent à Londres dans la communauté religieuse qui devait loger les Italiens, ils ont du mal à s'adapter aux chambres individuelles et aux crucifix au-dessus des lits. Le 23 juillet, en quarts de finale, la Corée du Nord se retrouve face au Portugal. Après 25 minutes de jeu, les Coréens mènent 3 à 0 (buts de Pak Seung-jin, de Yang Seung-kook et de Lee Dong-woon) et commencent à perdre leur discipline. Leur jeu devient plus individuel et c'est alors que les Portugais entrent véritablement dans le match. Eusébio inscrit quatre buts tandis qu'un autre but est inscrit par José Augusto. La Corée du Nord perd finalement la rencontre 5 à 3. Lorsque les joueurs nord-coréens rentrent chez eux, la foule les acclame comme des héros. Pak Seung-jin est le meilleur buteur de l'équipe de Corée du Nord de football en Coupe du monde de football avec deux buts marqués en quatre rencontres.
Trente-cinq ans plus tard, le réalisateur britannique Dan Gordon, avec l'aide de Nicholas Bonner, a tourné un film intitulé The Game of Their Lives (« Le match de leur vie ») après avoir retrouvé les sept joueurs survivants de l'équipe de 1966, qui étaient devenus les favoris du public britannique et ont été célébrés comme des héros à leur retour dans leur pays. Le film a été projeté en Corée du Nord et en Corée du Sud et a reçu le prix du meilleur documentaire sportif de la télévision britannique.

### L'après-Coupe du monde (1967-1980)
À la suite de la Coupe du monde, la sélection de Corée du Nord ne prend que rarement part aux campagnes de qualification pour les différents tournois continentaux et mondiaux. Les Chollimas déclarent forfait pour les Jeux olympiques de Mexico en 1968, ne s'inscrivent pas pour les qualifications en Coupe d'Asie la même année, puis sont encore forfaits lors de la campagne pour la Coupe du monde 1970, prévue également au Mexique : ils refusent d'affronter la sélection israélienne au second tour des éliminatoires. Entre leur quart de finale de Middlesbrough et 1971, ils ne jouent qu'un seul match (amical) face à l'Algérie, perdu 3-1 à Alger. Cette rencontre est d'ailleurs la première de l'histoire de la sélection face à une équipe africaine.
Les Nord-Coréens jouent leur premier match officiel depuis 1966 en 1972, dans le cadre des qualifications pour le tournoi olympique de Munich. Ils sont opposés à la Syrie, qu'ils éliminent, avant de disposer de l'Irak, mais finissent par s'incliner face à l'Iran dans un match de barrage, les deux formations n'ayant pu se départager après deux rencontres sans but. La même année, ils décident à nouveau de ne pas s'inscrire pour la Coupe d'Asie des nations, organisée en Thaïlande.
En mai 1973, les hommes de Pak Seung-jin sont à Téhéran pour disputer la première phase du tournoi qualificatif pour le Mundial allemand. Ils sont dans le groupe 2, en compagnie du pays hôte, l'Iran, de la Syrie et du Koweït. Le bilan est décevant avec une troisième place du groupe, derrière les Iraniens, qualifiés pour la suite de la compétition, et la Syrie.
En 1975, la Corée du Nord participe pour la première fois aux qualifications pour une Coupe d'Asie des nations. L'édition 1976 est prévue en Iran. Placés dans le groupe 4-B, avec le Japon et Singapour, les Chollimas terminent en tête puis battent Hong-Kong en demi-finale, assurant du même coup leur participation au tournoi iranien. Mais, tout comme l'Arabie saoudite et la Thaïlande, les Nord-Coréens déclarent forfait et ratent l'occasion de prendre part pour la première fois au tournoi continental.
L'année suivante, sous la direction de son ancien attaquant Pak Doo-ik, la sélection se qualifie pour la deuxième fois de son histoire pour le tournoi olympique de football. Contrairement à l'édition 1964 qu'ils n'avaient pas disputé à la suite du forfait général de la délégation nord-coréenne, les joueurs peuvent cette fois-ci fouler les pelouses canadiennes. Les qualifications sont brillamment menées avec une première place du groupe 2 (face à l'Indonésie, la Malaisie, Singapour et la Papouasie-Nouvelle-Guinée), puis une finale remportée après la séance de tirs au but face aux Indonésiens. À Montréal, ils sont versés dans le groupe 3 avec deux autres sélections : le pays-hôte et l'URSS. Les Nord-Coréens battent le Canada sur le score de trois buts à un, puis s'inclinent face aux Soviétiques en terminant à 9 contre 11, mais sont tout de même qualifiés pour les quarts de finale. Ils échouent une nouvelle à ce stade de la compétition, chutant lourdement (5-0) face à la future équipe médaillée d'argent, la Pologne. Ils jouent la dernière demi-heure à dix contre la sélection polonaise emmenée par Grzegorz Lato et Andrzej Szarmach, chacun auteur d'un doublé.
Les deux campagnes qualificatives suivantes, pour la Coupe du monde 1978 en Argentine et pour les JO de Moscou en 1980, sont des échecs. La campagne argentine tourne court avec un forfait pour raisons diplomatiques, les Nord-Coréens se trouvant dans la même poule qualificative que leurs voisins du Sud, et en 1980, les Chollimas terminent à la 4e place du groupe 3 du tournoi pré-olympique, devancés par l'Iran, Singapour et la Chine.
En 1980, avec cette fois Yang Seung-kook sur le banc, les Nord-Coréens prennent part à la phase finale de la Coupe d'Asie des nations organisée par le Koweït. Après les qualifications, qui voient notamment des succès face à la Thaïlande et la Malaisie, ils terminent à la seconde place du groupe 1, derrière l'Iran, tenante du titre. En demi-finale, le 28 septembre 1980, c'est un événement à la fois sportif et politique puisque c'est à la Corée du Sud que les Chollimas se mesurent. Après avoir ouvert le score très tôt, la Corée du Nord encaisse deux buts par Chung Hae-won dans les dix dernières minutes et voit son parcours s'arrêter en demi-finale, sa meilleure performance en Coupe d'Asie des nations. Le match pour la troisième place est catastrophique, avec une défaite 3-0 face à l'Iran.

### D'une Coupe d'Asie à l'autre (1981-1992)
En 1980, avec l'ancien international Han Bong-zin sur le banc, les Nord-Coréens s'engagent dans les qualifications pour la Coupe du monde de football 1982 disputée en Espagne. Après avoir terminé en tête de leur groupe (devant Hong Kong et Singapour), ils éliminent le Japon en demi-finale mais doivent s'incliner contre la Chine en finale du groupe, ce qui met fin à tout espoir de qualification. L'année suivante, la sélection participe à la 9e édition des Jeux asiatiques, organisés à New Delhi, en Inde. Le parcours nord-coréen est plutôt bon puisque, après avoir passé le premier tour de poule (nuls contre la Syrie et l'Arabie saoudite et victoire contre la Thaïlande), les Chollimas s'imposent une nouvelle fois devant le Japon en quarts. Le 30 novembre 1982, ils cèdent, après prolongations, contre le Koweït entraîné par le Brésilien Carlos Alberto Parreira, récent mondialiste et champion d'Asie en titre. La fin de match est extrêmement agitée puisque les joueurs nord-coréens s'en prennent à l'arbitre thaïlandais Vijit Getkaew. Les sanctions de la Confédération asiatique de football sont lourdes avec une suspension de deux ans, qui débute dès la fin du match. Les hommes de Pak Du-sok ne disputent donc même pas le match pour la médaille de bronze, qui revient automatiquement aux Saoudiens, autres demi-finalistes malheureux. La conséquence immédiate de cette décision de l'AFC est la disqualification de la Corée du Nord des éliminatoires pour la Coupe d'Asie des nations 1984 ni pour le tournoi de football des Jeux olympiques de Los Angeles, qui sont de toute manière boycottés par la Corée du Nord.
La sélection reste donc près de quatre ans sans disputer de matchs officiels. Pour la Coupe du monde de football 1986 au Mexique, elle est versée dans le groupe 4 en compagnie du Japon et de Singapour, deux nations qu'elle avait battues quatre ans auparavant. Cette fois-ci, ce sont les Japonais, emmenés par Hiromi Hara qui terminent en tête du groupe et poursuivent leur campagne qualificative.
En 1988, les Chollimas ne peuvent pas participer au tournoi olympique des Jeux de Séoul. Pyongyang a en effet demandé à être impliquée dans l'organisation au même titre que sa « sœur-ennemie » du sud, demande refusée par le Comité international olympique, entraînant le boycott des Jeux par la délégation nord-coréenne. En ce qui concerne la Coupe d'Asie des nations 1988 à Doha, la Corée du Nord ne se classe qu'à la troisième place de son groupe de qualification, derrière la Syrie et l'Iran, tous deux qualifiés pour le tournoi qatari.
En 1990, la Corée du Nord participe à l'édition inaugurale de la Dynasty Cup, une compétition régionale qui regroupe quatre sélections d'Asie de l'Est. Avec les Chollimas, ce sont les équipes de Chine, du Japon et de Corée du Sud qui se retrouvent en Chine où ont lieu les rencontres. Les Nord-Coréens terminent à la 3e place, laissant Chinois et Sud-Coréens se disputer la victoire finale.
L'année suivante, en campagne pour la Coupe du monde 1990 en Italie, les Nord-Coréens terminent en tête de leur poule du premier tour, devant le Japon, l'Indonésie et Hong-Kong, remportant ses trois rencontres disputées à domicile. Lors du tour final, disputé à Singapour sous la forme d'une poule unique rassemblant les six qualifiés du premier tour, les Chollimas finissent derniers, ne remportant qu'un seul match, face au Qatar.
Deux ans plus tard, en 1991, la fédération prend une décision historique puisqu'elle engage pour la première fois un technicien étranger. C'est le Hongrois Pál Csernai, ancien entraîneur du Bayern Munich, qui est choisi. Ses objectifs sont de qualifier la sélection pour la phase finale de la Coupe d'Asie des nations 1992 au Japon puis, en cas de réussite, de tenter d'emmener les Chollimas au mondial américain 1994.
La qualification pour la compétition continentale est assez aisée : placée dans la poule 4, dont elle accueille les rencontres à Pyongyang, la Corée du Nord termine en tête, devant Macao, Hong-Kong et Taïwan. Elle se qualifie ainsi pour la seconde fois de son histoire pour la Coupe d'Asie, douze ans après son baptême réussi au Koweït. Les hommes de Csernai sont dans le groupe 1, en compagnie du pays hôte, le Japon, de l'Iran et des Émirats arabes unis. Cette fois-ci, le parcours s'arrête à l'issue du premier tour, achevé sans victoire et avec deux buts inscrits (tous deux par Kim Kwang-min).
La Corée du Nord s'engage dans le tournoi pré-olympique pour les Jeux de Barcelone, après deux retraits consécutifs. Placée dans le groupe E, Pyongyang est choisie, avec Pékin, pour accueillir les rencontres de qualification. Une nouvelle fois, le tournoi final lui échappe, à la suite de sa place de second, derrière la Chine et devant Singapour, les Maldives et le Népal.
Juste après les Jeux, la sélection participe à la deuxième édition de la Dynasty Cup, toujours organisée en Chine. Comme deux ans auparavant, les hommes de Csernai terminent sur la troisième marche du podium, derrière le Japon et la Corée du Sud, qui s'affrontent en finale.

### Période de retrait (1993-2005)
Revigorée par sa participation à la phase finale de la Coupe d'Asie 1992, les hommes de Csernai attaquent les qualifications pour la Coupe du monde 1994 pleins d'espoir. Versé dans le groupe C (coorganisé à Doha au Qatar et à Singapour au printemps 1993), la Corée du Nord termine invaincue en tête, devançant le Qatar, Singapour, l'Indonésie et le Viêt Nam. Le tour suivant prend la forme d'une poule unique regroupant les six vainqueurs du premier tour et les rencontres ont une nouvelle fois lieu à Doha. Malheureusement pour les Nord-Coréens, après une victoire inaugurale face à l'Irak (3-2), la suite se révèle désastreuse avec quatre défaites de rang, face à l'Arabie saoudite, au Japon, à l'Iran et à la Corée du Sud. La déception est immense, tant pour le sélectionneur hongrois, qui quitte son poste à l'issue de la dernière rencontre et rentre en Europe sans repasser par Pyongyang, que pour la fédération qui met en sommeil l'équipe nationale pendant plus de quatre ans.
Durant cette période où la sélection va dégringoler au classement établi par la FIFA, la Corée du Nord va ainsi choisir de ne s'inscrire à aucune compétition, qu'elle soit régionale (Dynasty Cup 1995 et Dynasty Cup 1998), continentale (Coupe d'Asie des nations 1996) ou mondiale (Jeux olympiques d'Atlanta ou Coupe du monde 1998). Cette période de retrait coïncide avec la famine qui frappe le pays (1994-1998), faisant des centaines de milliers de morts, voire des millions. Elle coïncide aussi avec le deuil officiel de trois ans qui suit la mort du président Kim Il-sung en 1994, et l'accès au pouvoir de son fils Kim Jong-il.
La Corée du Nord fait son retour en match officiel afin de tenter la qualification pour la Coupe d'Asie 2000. Versé dans le groupe 8 en compagnie de la Thaïlande, de la Malaisie et de Taïwan, les hommes de Myong Dong-chan ne sont devancés que par les Thaïlandais, qui obtiennent leur billet pour le tournoi final, organisé au Liban.
Ils enchaînent avec le tournoi pré-olympique pour les Jeux de Sydney et ne peuvent rien face aux performances de l'équipe chinoise, qui remporte tous ses matchs sans même prendre un seul but. Les Nord-Coréens finissent deuxième de leur groupe, un résultat insuffisant pour poursuivre l'aventure.
La fédération décide à nouveau de mettre l'équipe en retrait, la retirant des éliminatoires pour la Coupe du monde 2002, coorganisée par le Japon et la Corée du Sud et pour la Coupe d'Asie de l'Est 2003.
En 2003, c'est avec Yun Jong-su sur le banc que les Nord-Coréens démarrent la campagne de qualification pour la prochaine Coupe d'Asie des nations, qui doit avoir lieu en Chine. Après un tour préliminaire qui les voit écarter la sélection indienne (2-0, 1-1), les Chollimas ne peuvent faire mieux qu'une dernière place en poule du second tour, derrière l'Iran, la Jordanie et le Liban, sans même remporter un seul match, n'accrochant qu'un nul 1-1 au Liban. Les éliminatoires sont marqués par deux incidents. D'abord, lors du match en Iran, les Nord-Coréens quittent le terrain à la suite de fumigènes qui ont atterri sur la pelouse. Ils ont match perdu 3-0 sur tapis vert. L'autre incident est diplomatique puisque les autorités nord-coréennes refusent l'entrée sur le territoire de la sélection jordanienne. La réaction de l'AFC ne se fait pas attendre : la Corée du Nord est suspendue de toute compétition en Asie pendant un an et est exclue de la Coupe d'Asie des nations 2007.
En fin d'année 2003, la qualification pour le tournoi olympique des jeux d'Athènes s'arrête, à la suite d'une élimination face à l'Irak, à l'issue d'un duel en matchs aller et retour (victoire 2-0 au Stade Kim Il-sung suivi d'une défaite 4-1 à Bagdad).
En 2005, les Nord-Coréens retrouvent les éliminatoires de la Coupe du monde 2006, douze ans après leur dernière campagne. Versé dans le groupe 5 au deuxième tour, ils terminent en tête, devançant les Émirats arabes unis, la Thaïlande et le Yémen. Au tour suivant, ils voient leur parcours s'arrêter, avec une dernière place de la poule, derrière le Japon, l'Iran (tous deux qualifiés pour la phase finale) et le Bahreïn (qui doit jouer le barrage). Quelques mois plus tard, la Corée du Nord fait son retour en Coupe d'Asie de l'Est, treize ans après sa dernière participation. Lors du tour de qualification, les Nord-Coréens battent leur record de plus large victoire avec un succès 21-0 face à la sélection de Guam. Comme lors des éditions 1990 et 1992, les Chollimas finissent sur le podium, à la troisième place, derrière la Chine et le Japon, qu'ils battent 1-0 lors du premier match du tour final.

### Premier titre et retour en Coupe du monde (2006-2010)
La sanction infligée par l'AFC à la Corée du Nord la prive de participation aux qualifications pour la Coupe d'Asie des nations 2007, organisée dans quatre pays du Sud-Est asiatique (Viêt Nam, Thaïlande, Indonésie et Malaisie).
Avec le sélectionneur Kim Jong-hun à sa tête, la sélection s'engage en 2008 en AFC Challenge Cup, une compétition réservée aux nations dites en développement par la fédération continentale et dont le vainqueur obtient sa qualification directe pour la Coupe d'Asie 2011. La sélection nord-coréenne réalise un beau parcours qui se termine sur la troisième marche du podium, après une défaite en demi-finale face au Tadjikistan puis un large succès (4-0) en match de classement contre la Birmanie.

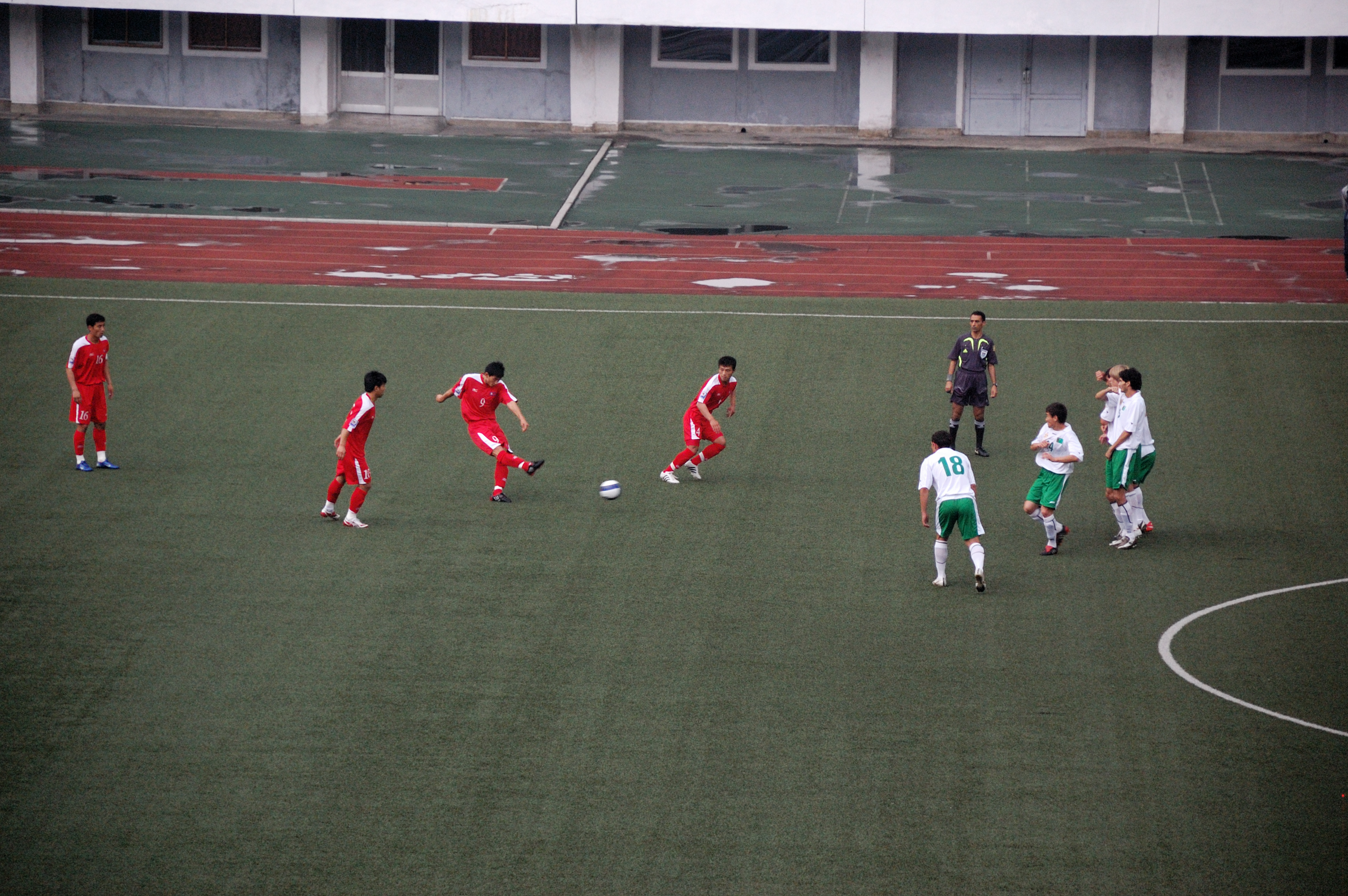
Match Corée du Nord-Turkménistan durant les éliminatoires de la Coupe du monde 2010.

Dès 2008, la campagne qualificative pour le mondial sud-africain s'engage. Au premier tour, les Chollimas écartent sans difficulté l'équipe de Mongolie (deux succès 4-1 et 5-1) puis, exemptés de deuxième tour, sont placés dans le groupe 3 du troisième tour, en compagnie de la Jordanie, du Turkménistan et de la Corée du Sud. L'aventure se poursuit pour les hommes de Kim grâce à une deuxième place derrière les Sud-Coréens, acquise sans aucune défaite ni même encaisser de buts. Au tour suivant, elle est à nouveau placée avec la Corée du Sud en poule, avec également l'Iran, l'Arabie saoudite et les Émirats arabes unis. Le technicien nord-coréen remplit parfaitement sa mission : ses hommes terminent deuxième, à nouveau derrière la Corée du Sud et obtiennent leur qualification pour la phase finale de la Coupe du monde, quarante-quatre ans après leurs aînés de 1966. À noter durant ces éliminatoires les incidents diplomatiques avec la Corée du Sud : Kim Jong-Il ayant refusé de voir joué l'hymne national sud-coréen, ni même flotter le drapeau dans le pays, les deux rencontres face aux Guerriers Taeguk ont dû être délocalisées en Chine. En fin d'année, les Nord-Coréens parviennent à se qualifier pour la poule finale de la Coupe d'Asie de l'Est, après avoir battu Hong-Kong en barrage. Lors de cette phase finale à quatre jouée à Chongqing en Chine, ils finissent derniers, avec deux nuls (face au Japon et à la Corée du Sud, qui remporte le tournoi, et une défaite face à la Chine).
Pour préparer la coupe du monde et s'habituer au style de jeu européen, la sélection nord-coréenne organise durant l'automne 2009 un stage de préparation, en France, dans la région nantaise, 44 ans après sa dernière apparition en Europe. À cette occasion, ils disputent deux matchs amicaux : face au FC Nantes  le 9 octobre à La Roche-sur-Yon (0-0) puis contre la sélection du Congo le 13 au Mans (0-0).

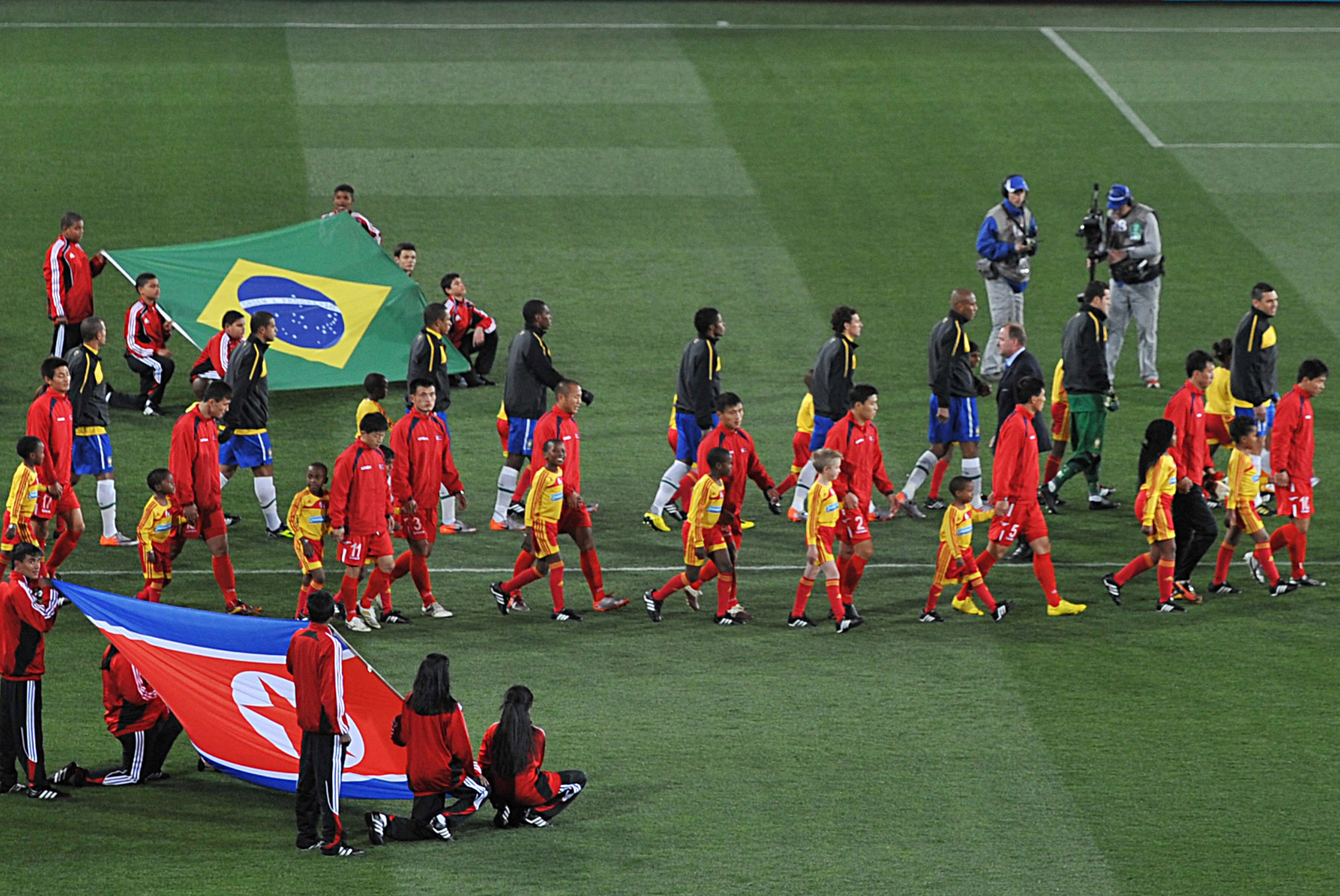
Entrée des équipes du Brésil et de la Corée du Nord, lors du premier tour de la Coupe du monde 2010.

En début d'année 2010, quelques mois avant le Mondial, la Corée du Nord participe à la troisième édition de l'AFC Challenge Cup, disputée au Sri Lanka. L'enjeu est énorme puisque le vainqueur est automatiquement qualifié pour la phase finale de la Coupe d'Asie des nations 2011. Les Chollimas, toujours emmenés par Kim Jong-hun, réussissent un excellent parcours dans la compétition. Après avoir terminé en tête de leur poule du premier tour, devant le Turkménistan, ils balaient la Birmanie 5 à 0 en demi-finale avant de s'imposer, après la séance de tirs au but, à nouveau face aux Turkmènes en finale. Ce succès leur permet de s'assurer une place en phase finale continentale, dix-ans après leur dernière participation, en 1992 au Japon. C'est également le tout premier titre obtenu par l'équipe nationale masculine.
Le mois suivant, en février, les Nord-Coréens s'engagent en Coupe d'Asie de l'Est où ils entrent en lice au second tour. Pour la première fois depuis qu'ils participent à l'épreuve, ils n'atteignent pas la poule finale, devancés à la différence de buts par la sélection de Hong-Kong.
Lors de sa rencontre avec le Brésil, la Corée du Nord s'incline 1-2 en parvenant à marquer un but, par l'intermédiaire de Ji Yun-nam en toute fin de match. Sa rencontre contre le Portugal lui valut une défaite 7-0, la plus lourde de toute l'histoire de la sélection. Après avoir été menée 1-0 à la mi-temps, elle encaisse six buts en seconde période. Ce match marque aussi l'élimination des Nord-Coréens de la Coupe du monde. Ce match a été exceptionnellement diffusé en Corée du Nord, alors qu'aucun programme étranger n'est habituellement diffusé par la télévision d'État, mais la retransmission a été interrompue lorsque les joueurs nord-coréens perdaient déjà 4 à 0. La dernière rencontre, pour l'honneur face à la Côte d'Ivoire, se termine également par une lourde défaite sur le score de trois buts à zéro.

### Succès et temps difficiles (2011-2022)
En janvier 2011, la fédération mise de grands espoirs sur son équipe nationale, engagée en phase finale de la Coupe d'Asie des nations au Qatar. Six mois après la Coupe du monde, les Chollimas espèrent bien figurer lors du rendez-vous continental. Placé lors du tirage au sort dans le groupe D, en compagnie de l'Iran, de l'Irak et des Émirats arabes unis, la sélection quitte prématurément la compétition, après trois matchs ternes et sans éclat (nul 0-0 contre les Émirats suivis de deux défaites 1-0 face aux Iraniens puis aux Irakiens). Cette contre-performance provoque le départ de Jo Tong-sop, en poste depuis seulement un an et son remplacement par Yun Jong-su.
À l'automne, les Nord-Coréens s'inscrivent aux éliminatoires pour la Coupe du monde 2014 au Brésil, avec l'espoir de participer à une deuxième phase consécutive. Grâce à leur participation au premier tour en Afrique du Sud en 2010, ils n'entrent en lice qu'au troisième tour, se retrouvant dans la même poule que le Japon, l'Ouzbékistan et le Tadjikistan (qui bénéficie de la disqualification de la Syrie). Les Chollimas terminent à la 3e place du groupe, laissant Japonais et Ouzbeks poursuivre leur route vers la phase finale. Ce tour a une fois encore donné lieu à un incident extra-sportif. En effet, le 15 novembre 2011, pour la première fois depuis 22 ans, l'équipe japonaise rencontre son homologue nord-coréenne à Pyongyang. La Télévision Centrale Coréenne collabore avec la chaine japonaise TBS pour la retransmission du match, et 150 supporters japonais sont présents dans les tribunes du Stade Kim Il-sung. Cependant, l'accueil réservé à la sélection japonaise est « glacial », celle-ci subissant un contrôle de quatre heures à son arrivée à l'aéroport de Pyongyang, et l'hymne national japonais étant conspué avant le match.
En mars 2012, les Nord-Coréens défendent leur titre en AFC Challenge Cup, obtenu deux ans plus tôt. Une nouvelle fois, l'enjeu est important puisque c'est la seule possibilité (avec l'AFC Challenge Cup 2014) pour eux de se qualifier pour la phase finale de la Coupe d'Asie des nations 2015, organisée en Australie. Les Chollimas se qualifient pour la phase finale après avoir terminé en tête de leur groupe de qualification, en compagnie du Népal. Toujours au Népal, pays hôte de la phase finale, ils finissent premiers de leur groupe lors du premier tour, après trois succès face aux Philippines, le Tadjikistan et l'Inde. En demi-finale, ils battent la sélection de Palestine puis parviennent à conserver leur titre, à la suite de leur succès en finale face au Turkménistan. Cette victoire les assure d'une deuxième participation consécutive à la Coupe d'Asie des nations, ce qui constitue une première.
La sélection connaît une longue période d'invincibilité de deux ans, après la défaite à domicile contre l'Ouzbékistan lors des éliminatoires de la Coupe du monde 2014. En décembre 2012, les Chollimas disputent le deuxième tour de la Coupe d'Asie de l'Est 2013, avec quatre autres sélections, dont l'Australie, invitée par l'EAFF. Seul le premier de la poule de cinq sélections obtient son billet pour la poule finale, qui se joue en Corée du Sud en juillet 2013. Comme lors de l'édition précédente, c'est à la différence de buts que les Nord-Coréens doivent laisser échapper la qualification, au profit des Socceroos australiens. L'année 2013 voit l'équipe nationale ne disputer que quatre rencontres amicales, dont deux lors de la King's Cup en Thaïlande (deux matchs nuls contre la Suède et le pays hôte). En novembre, la série d'invincibilité se termine avec un revers au Koweït (2-1). Cette défaite est la première d'une série négative puisque les hommes de Yun Jong-su s'inclinent lors de trois des quatre matchs suivants, disputés contre des sélections du Golfe persique. En novembre 2014, ils parviennent à terminer premier de la poule de qualification de la Coupe d'Asie de l'Est 2015, jouée à Taipei contre Hong Kong, Guam et Taiwan et obtiennent leur billet pour la phase finale pour la première fois depuis 2008.
Quelques semaines avant le début de la Coupe d'Asie des nations, le 30 décembre 2014, la fédération nord-coréenne doit démettre Yun Jong-su de ses fonctions, à la suite de sa suspension d'un an décidée par l'AFC. Jong-su est pénalisé pour son comportement anti-sportif envers les arbitres lors de la finale du tournoi de football des Jeux asiatiques contre la Corée du Sud. Elle choisit de rappeler Jo Tong-sop, qui occupait depuis quatre ans le poste de sélectionneur des moins de 20 ans. Le tirage au sort de la Coupe d'Asie place les Chollima dans le groupe B, en compagnie de l'Ouzbékistan, de l'Arabie saoudite et de la Chine. Ils quittent la compétition dès la fin de la phase de poules, après avoir perdu leurs trois rencontres. Cet échec coûte sa place à Jo Tong-sop, qui laisse sa place à Kim Chang-bok. Avec son nouveau sélectionneur, la sélection redore son blason en remportant plusieurs matchs amicaux avant de terminer sur le podium de la Coupe d'Asie de l'Est, organisée en août en Chine et remportée par la Corée du Sud, grâce à une victoire prestigieuse sur le Japon (2-1) le 2 août 2015.
Lors du 2e tour des éliminatoires pour la Coupe du Monde 2018, la Corée du Nord hérite d'une poule relevée et se retrouve dans le groupe H en compagnie de l'Ouzbékistan, de Bahreïn, des Philippines et du Yémen. La Corée du Nord démarre ces qualifications sur les chapeaux de roue en remportant ses trois premiers matchs, dont un succès retentissant à domicile face à l'Ouzbékistan, sa bête noire, le 16 juin 2015 (4-2 après avoir mené 4-0 à la mi-temps) et qui a entraîné la démission du sélectionner ouzbek; mais échoue à se qualifier pour le 3e tour, à la suite d'une défaite concédée sur la pelouse des Philippines en toute fin de match (2-3 après avoir mené 2-1 jusqu'à la 85e minute) lors de la dernière journée. La Corée du Nord finit à la 2e place de son groupe avec 16 points, mais cette défaite empêche les Chollima de terminer parmi les quatre meilleurs 2e et d'accéder au tour suivant. Cette désillusion entraîne le limogeage de Kim Chang-bok, remplacé en mai 2016 par le Norvégien Jørn Andersen, second entraîneur européen à entraîner la Corée du Nord après le Hongrois Pál Csernai. Les débuts du sélectionneur norvégien sont plutôt corrects, mais la sélection nord-coréenne affiche des performances irrégulières, avec deux victoires contre les Émirats arabes unis (2-0) puis face aux Philippines (3-1), un match nul face à l'Irak (1-1), ainsi qu'une défaite surprenante (2-5) au Viêt Nam lors de rencontres amicales disputées entre août et octobre 2016. Puis la Corée du Nord remporte le 2e tour préliminaire de la Coupe d'Asie de l'Est 2017 en novembre 2016, en battant tour à tour Taïwan (2-0), Guam (2-0), puis Hong Kong (1-0) et se qualifie pour la phase finale du tournoi est-asiatique pour la 6e fois de son histoire.
Mais cette élimination sur le fil lors du 2e tour des éliminatoires pour la Coupe du Monde 2018 face aux Philippines va être lourde de conséquences pour la Corée du Nord, contrainte de disputer alors le 3e tour qualificatif pour la Coupe d'Asie des nations 2019 (en). Elle se retrouve dans le groupe B (en) avec le Liban, la Malaisie et Hong Kong. Cette campagne qualificative pour la phase finale continentale a donné lieu à un triple report par l'AFC de la rencontre initialement prévue le 28 mars 2017 à Pyongyang contre la Malaisie, à la demande de la Fédération malaisienne, cette dernière redoutant un empoisonnement de ses joueurs s'ils se rendaient en Corée du Nord à la suite des tensions diplomatiques entre les deux pays, liées à l'assassinat de Kim Jong-nam, demi-frère du dirigeant nord-coréen, à l'aéroport de Kuala Lumpur, le 13 février 2017. Les rencontres aller retour entre les deux équipes se tiendront finalement les 10 et 13 novembre 2017, sur terrain neutre, en Thaïlande. Après trois matchs disputés, la Corée du Nord est en grande difficulté, provisoirement 3e du groupe avec deux points. Les Chollima ont en effet été accrochés à Hong Kong (1-1) puis à domicile face au Liban (2-2), avant de s'incliner très lourdement contre les Libanais lors du match retour à Beyrouth (0-5) le 10 octobre 2017. La double confrontation à venir face à la Malaisie s'annonce cruciale pour la Corée du Nord, qui pourrait manquer une phase finale continentale pour la première fois depuis 2007, alors que les Nord-Coréens auraient été directement qualifiés pour la Coupe d'Asie 2019 en cas de qualification pour le 3e tour des éliminatoires du Mondial 2018. La Corée du Nord n'a pas non plus rassuré lors de l'édition 2017 (en) de la King's Cup, disputée au mois de juillet, avec un match nul contre le Burkina Faso (3-3) mais surtout une lourde défaite concédée face à la Thaïlande, le pays hôte du tournoi (0-3).
Le 10 novembre 2017, la Corée du Nord se relance dans la course à la qualification pour la Coupe d'Asie 2019 en dominant largement la Malaisie (4-1). Les Chollima récidivent trois jours plus tard, terrassant à nouveau le même adversaire sur le même score, et sont cette fois en pole position pour se qualifier pour la Coupe d'Asie 2019; puisque Hong Kong s'est incliné à domicile face au Liban le lendemain (0-1), et compte trois points de retard sur les Nord-Coréens à une journée de la fin des éliminatoires. Les protégés de Jørn Andersen ont donc leur destin entre leurs mains, et obtiendront leur billet pour la phase finale continentale aux Émirats arabes unis s'ils ne perdent pas lors du dernier match à domicile contre Hong Kong (en raison de la différence de buts particulière), dans ce qui représentera une finale pour la qualification.
Lors de la Coupe d'Asie de l'Est 2017, organisée au Japon en décembre, les Chollima n'ont pas remporté le moindre match et ont fini à la 4e et dernière place du tour final, avec deux revers en ouverture sur la plus petite des marges contre le Japon et la Corée du Sud (0-1 à chaque fois) avant de terminer la compétition par un match nul (1-1) contre la Chine.
Le 27 mars 2018, pour leur dernier match avec Jørn Andersen comme sélectionneur, les Nord-Coréens battent à domicile Hong Kong (2-0) et terminent à la deuxième du groupe B, derrière le Liban, une victoire synonyme de qualification pour la prochaine Coupe d'Asie aux Émirats arabes unis
Quelques mois avant le début de la Coupe d'Asie 2019, la Corée du Nord affiche de nombreux signes inquiétants : pour la première fois depuis 2013, elle ne réussit pas à se qualifier pour une phase finale de Coupe d'Asie de l'Est, devancée par Hong Kong au nombre de buts marqués (7 pour les Hongkongais, 6 pour les Chollima) et ne disputera pas la phase finale de la Coupe d'Asie de l'Est 2019. De plus, entre octobre et décembre 2018, les Nord-Coréens réalisent des matchs amicaux sans relief : défaite en Ouzbékistan (0-2) suivi d'un match nul (1-1) au Viêt Nam et d'une débâcle à Bahreïn (0-4). La sélection aborde donc la phase finale de la Coupe d'Asie 2019 avec de nombreux doutes. Placés dans le groupe E, un groupe relativement homogène, les Chollima sont balayés dès leur entrée en lice par l'Arabie Saoudite (0-4). Le second match contre le Qatar, futur vainqueur de la compétition, tourne également à la correction, la Corée du Nord s'incline sur le score de 6-0 et subit la deuxième plus lourde défaite de son histoire après le 7-0 encaissé contre le Portugal à la Coupe du Monde 2010. Pour espérer finir mathématiquement parmi les quatre meilleurs troisièmes et se qualifier pour les huitièmes de finale, la Corée du Nord se retrouve alors dans l'obligation de l'emporter sur le score de 9-0 contre le Liban, un adversaire qui a également perdu ses deux premiers matchs mais contre qui les Chollima n'ont gagné aucune de leurs six précédentes confrontations et contre qui ils restent sur une cinglante défaite (0-5) à Beyrouth lors des éliminatoires pour la Coupe d'Asie 2019 (en). Contre toute attente, les Nord-Coréens ouvrent le score dès la 9e minute de jeu par Pak Kwang-ryong mais ne résistent pas aux assauts répétés des Cèdres, s'inclinant à nouveau lourdement pour leur troisième sortie (1-4). Les protégés de Kim Yong-jun quittent la compétition par la petite porte, avec le bilan le plus négatif des 24 équipes engagées (trois défaites en autant de rencontres disputées, un seul but marqué, 14 encaissés, deux cartons rouges reçus lors des deux premiers matchs). Toutefois, l'unique but nord-coréen face aux Libanais eut pour effet d'entraîner également l'élimination des Cèdres dès la phase de poules, ces derniers se retrouvant à égalité parfaite avec le Viêt Nam dans le classement des meilleurs troisièmes mais devancés par la règle du fair-play (nombre total de cartons reçus).
Les Nord-Coréens enchaînent les contre-performances en s'inclinant en Ouzbékistan (0-4) le 7 juin 2019 lors d'un match amical, avant de chuter face à la Syrie (2-5) lors de la première journée du tournoi de la Hero Intercontinental Cup 2019 (en) le 8 juillet 2019. Mais contre toute attente les Chollima, qui restaient sur plusieurs larges défaites, stoppent l'hémorragie et surclassent l'hôte indien (5-2) cinq jours plus tard, avant de dominer à deux reprises le Tadjikistan (1-0 à chaque fois), lors de la troisième journée de la phase de poules puis en finale et s'adjugent le titre, profitant des faux-pas des Syriens et des Indiens. 
La Corée du Nord dispute ensuite le 2e tour des éliminatoires de la Coupe du monde 2022, où elle est placée dans le groupe H en compagnie du Liban, de la Corée du Sud, du Turkménistan et du Sri Lanka. Le 5 septembre 2019, la Corée du Nord, désormais coachée par Yun Jong-su, réalise un exploit et s'impose pour la première fois de son histoire, à domicile face au Liban (2-0) grâce à un doublé de Jong Il-gwan (7e et 56e minute), bien aidé par un penalty manqué par Hassan Maatouk à la 74e minute. Les partenaires de Pak Kwang-ryong parviennent à enchaîner avec une victoire étriquée au Sri Lanka cinq jours plus tard (1-0) sur une réalisation de Jang Kuk-chol (67e minute), avant d'affronter la Corée du Sud, favorite du groupe, le 15 octobre 2019. Pour la première fois depuis un match amical en 1990 et pour la première fois dans un match comptant pour des éliminatoires, la rencontre entre les deux Corées se déroulera à Pyongyang, cependant le match n'est pas retransmis en direct et aucun supporter sud-coréen ou journaliste étranger n'est autorisé à venir assister à la rencontre. La rencontre se conclut sur un score vierge (0-0), laissant les deux équipes en tête de la poule H ex-aequo. En novembre 2019, la Corée du Nord effectue deux déplacements difficiles chez ses concurrents directs, le Turkménistan puis le Liban. Les Nords-Coréens, plus friables à l'extérieur, s'inclinent pour la première fois de leur histoire face aux Chevaux Noirs turkmènes (1-3) ; une rencontre où les Chollima, dépassés par la puissance physique et athlétique de leur adversaire à l'instar de leurs précédentes sorties amicales ainsi qu'en Coupe d'Asie 2019, ont vu Pak Kwang-ryong manquer un penalty dans les arrêts de jeu de la partie, malgré la réduction du score peu après de Han Kwang-song (93e minute). Contre toute attente, la Corée du Nord parvient à résister à sa bête noire libanaise cinq jours plus tard et concède un match nul (0-0), préservant ses chances de qualification pour le tour suivant à trois journées de la fin du 2e tour des éliminatoires.
Cependant, le 16 mai 2021, l'AFC annonce le retrait de la Corée du Nord des éliminatoires ; les craintes liées à la pandémie de Covid-19 seraient à l'origine de ce forfait, à l'instar du forfait du pays pour les Jeux olympiques de 2020. La FIFA et l'AFC ont décidé que tous les résultats des matchs disputés par la Corée du Nord depuis le début du 2e tour de qualification ne sont plus comptabilisés pour le classement du groupe. Ce forfait entraîne également la non-qualification des Nord-Coréens pour la prochaine Coupe d'Asie des nations, qui ne disputeront pas une 4e phase finale consécutive.

### Retour après une longue interruption (2023-présent)
En août 2023, la Corée du Nord a annoncé qu'elle souhaitait reprendre les compétitions sportives, notamment le football, et qu'elle souhaitait participer aux qualifications pour la Coupe du monde de la FIFA 2026, où elle s'est retrouvée dans le groupe B du deuxième tour, face au Japon, à la Syrie et à la Birmanie. La démarche du pays a été confirmée par la FIFA et l'AFC, la Corée du Nord cherchant à améliorer sa réputation dans le domaine du football, déjà mise à mal par l'isolement lié à la pandémie. Après plus de 5 ans d'inactivité internationale, le 16 novembre 2023, la Corée du Nord a joué contre la Syrie en s'inclinant 1-0. Le 21 novembre, la Corée du Nord a battu le Myanmar 6-1 au stade Thuwunna, avec un triplé de Jong Il-gwan.
Le 11 juin 2024, la Corée du Nord s'est qualifiée pour le dernier tour des qualifications de la Coupe du monde de la FIFA pour la première fois depuis 2010, et s'est qualifiée pour la Coupe d'Asie de l'AFC pour l'édition 2027, après avoir manqué l'édition 2023. 

## Symbole, emblèmes et tenues

### Symboles

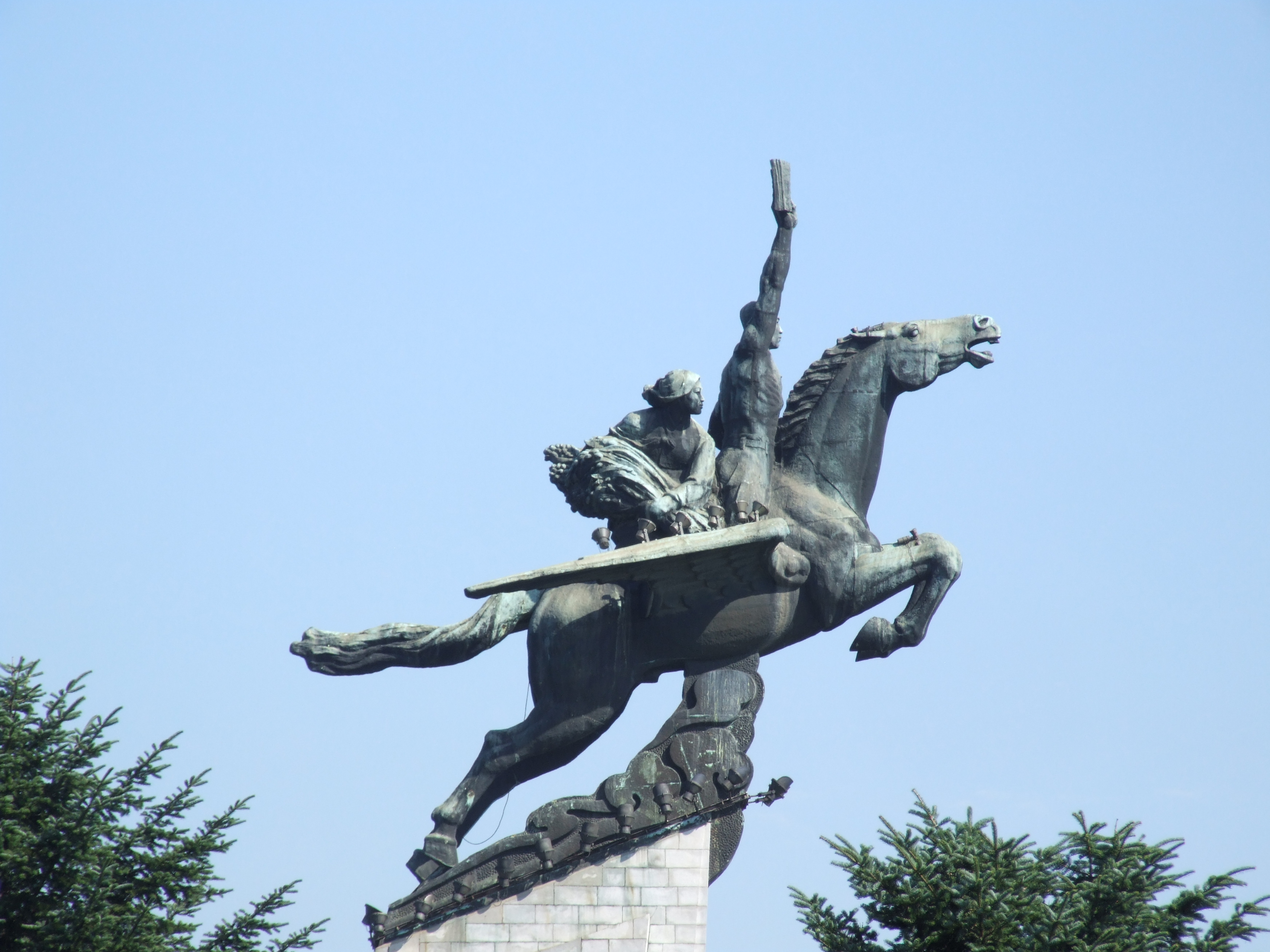
Le Chollima, cheval mythique, ici représenté sur une statue à Pyongyang.

Le chollima est l'animal symbole de l'équipe de Corée du Nord, qui l'a même adopté comme surnom. Le Chŏllima (천리마 en Hangeul, littéralement « cheval de 1000 lieues ») ou son abréviation Chonma (천마, littéralement « cheval de mille ») est le nom coréen d'un cheval mythique. Il est commun aux cultures sibériennes et originaires d'Asie centrale. On dit que Chŏllima est trop rapide pour être monté et qu'il parcourt 1 000 lieues par jour. Il est souvent représenté comme un cheval ailé, comme sur une statue dans la capitale de la Corée du Nord, Pyongyang. Elles symbolisent l'héroïsme et l'esprit combatif du peuple coréen avançant à la vitesse de Chollima.

### Emblème
Le logo de l'équipe nationale est composé de deux parties. Dans la partie supérieure est représenté le drapeau nord-coréen, et dans la partie inférieure, un ballon de football est dessiné sur un fond vert. Cependant, le drapeau nord-coréen est présent sur les maillots des joueurs, et non l'écusson de la fédération.

### Tenues
La sélection nord-coréenne a toujours joué avec le même jeu de couleurs depuis la création de l'équipe, à savoir maillots, shorts et chaussettes rouges (et un équipement totalement blanc en deuxième kit). Entre 2008 et 2010, la société chinoise ERKE est partenaire de la fédération. À partir de 2010 et jusqu'en 2014, l'équipementier italien Legea fournit l'équipe nationale.

## Composition de l'équipe de Corée du Nord

### Joueurs

#### Provenance des joueurs
En raison du régime politique de Pyongyang, les sportifs nord-coréens n'ont que peu l'occasion de faire une carrière internationale. Pourtant en 2006, le club russe du Krylia Sovetov Samara a surpris en recrutant Choe Myong-ho et Ri Kwan-myong, deux des premiers joueurs nord-coréens à évoluer à l'étranger. En 2006 également, Kim Yong-jun obtient l'autorisation de jouer en Chine. Avant cette date, les seuls joueurs nord-coréens évoluant à l'étranger avaient la double nationalité japonaise et évoluaient dans ce pays. Début 2008, Hong Yong-jo arrive au Bezanija Novi Belgrade, club de Serbie, allié historique de la Corée du Nord.
Karl Messerli, ancien international suisse, a réussi à obtenir pour le modeste club du FC Concordia Bâle, les droits exclusifs de transfert et de marketing de toute l'équipe nationale nord-coréenne. Ainsi en septembre 2008, le club bâlois, qui évolue alors en 2e division suisse devient le premier club d'Europe occidentale à signer des joueurs nord-coréens : les internationaux Pak Chol-ryong et Kim Kuk-jin. L'année suivante, ce sont Ri Myong-jun et Hong Kum-song qui quittent leur pays pour porter les couleurs du club letton du Dinaburg FC.
Les joueurs nord-coréens expatriés sont obligatoirement accompagnés d’un ou deux représentants de l’Agence nationale de sécurité pour les « encadrer ». Ils sont à présent treize à jouer dans des clubs évoluant hors de république populaire démocratique de Corée : Rim Chol-min, Pak Chol-ryong, Cha Jong-hyok et Kim Kuk-jin en Suisse, Pak Nam-chol, Ri Myong-jun et Kim Seng-yong en Thaïlande, Kim Song-gi, Ryang Yong-gi, Ri Han-jae et An Yong-hak au Japon, Pak Kwang-ryong en Autriche, Jong Tae-se en Corée du Sud après avoir porté les couleurs de Bochum et Cologne en Allemagne, à la suite du Mondial 2010. Et enfin Han Kwang-Song, premier joueur nord-coréen à évoluer en Italie puis par la suite au Qatar

#### Joueurs importants
Pak Doo-ik est encore aujourd'hui considéré comme l'un des meilleurs footballeurs de l'histoire de la sélection nationale. Symbole du parcours extraordinaire des Chollimas en phase finale de la Coupe du monde 1966, grâce à son but qui donne la victoire inattendue face à l'Italie, l'attaquant de Moranbong SC a également pris place sur le banc en tant que sélectionneur national à l'issue de sa carrière. En 1976, il emmène les espoirs nord-coréens jusqu'en quarts de finale du tournoi olympique de Montréal et entre 1986 et 1989, il va tenter de redorer le blason nord-coréen, engagée dans les éliminatoires du Mondiale 90, sans succès. En 2008, Pak fait partie des personnalités nord-coréennes choisies pour porter la flamme olympique sur la route des Jeux de Pékin.
Né en 1988, Pak Nam-chol est l'homme de base du groupe nord-coréen actuel. Il est le seul international à avoir participé à toutes les compétitions internationales disputées par les Chollimas depuis 2005, que ce soit en équipe de jeunes ou avec les seniors. Convoqué très tôt en équipe nationale, il est finaliste de la coupe d'Asie des nations en moins de 16 ans en 2004 et vainqueur trois ans plus tard de la Coupe d'Asie des nations en moins de 19 ans. Dès l'âge de 20 ans, il est appelé en équipe première et participe aux bons résultats des Nord-Coréens : troisième de l'AFC Challenge Cup 2008 avant de remporter deux fois la compétition en 2010 et 2012 et phase finale de la Coupe d'Asie des nations 2011. Le défenseur central du club d'Amrokgang SC fait partie des trois joueurs nord-coréens (avec Ri Chol-myong et Kim Kyong-il) à avoir pris part à trois phases finales de Coupe du monde : moins de 17 ans en 2005, moins de 20 ans en 2007 et senior en 2010.
Ri Chol-myong, lui aussi né en 1988, est un autre élément-clé de l'équipe entraînée par Yun Jong-su. Tout comme Pak Nam-chol et Kim Kyong-il, le milieu de terrain de Pyongyang CSG a disputé trois phases finales de Coupe du monde, dans trois catégories d'âge et a participé aux deux campagnes victorieuses en AFC Challenge Cup, en 2010 et 2012. Il est également dans le groupe qui a joué la phase finale de la Coupe d'Asie des nations 2011 mais n'a pas été appelé lors de la Coupe d'Asie de l'Est 2013. Avec son club, il a remporté à deux reprises le championnat nord-coréen, en 2008 et 2009.
Jon Kwang-ik est également de 1988, la génération dorée du football nord-coréen. Le défenseur d'Amrokgang SG a participé à toutes les compétitions internationales avec la Corée du Nord, excepté la plus prestigieuse, puisqu'il n'est pas sélectionné par Kim Jong-hun pour la phase finale de la Coupe du monde 2010. Son palmarès reste tout de même appréciable : troisième de l'AFC Challenge Cup 2008 puis vainqueur en 2010 et 2012, participation à la phase finale de la Coupe d'Asie des nations 2011.

### Sélectionneurs
Dix-huit techniciens, dont deux étrangers (le Hongrois Pál Csernai entre 1991 et 1993 et le Norvégien Jørn Andersen entre 2016 et 2018) se sont assis sur le banc de la sélection nord-coréenne depuis son premier match en 1964. Certains d'entre eux ont effectué deux mandats : Pak Doo-ik en 1976 puis entre 1986 et 1989, Myong Dong-chan en 1990 et 2000, Yun Jong-su entre 2003 et 2005 puis de 2011 à 2014 et enfin Jo Tong-sop de 2010 à 2011 puis de 2014 à 2015. L'équipe nationale a connu trois longues périodes d'inactivité. La première a eu lieu à l'issue du quart de finale de Coupe du monde perdu contre le Portugal, puisque les Chollimas ne vont jouer qu'un seul match (en 1969 contre l'Algérie à Alger) entre juillet 1966 et octobre 1971. Elle ne dispute également aucune rencontre en 1983 et 1984 après sa suspension par l'AFC à la suite des incidents survenus lors de la demi-finale des Jeux asiatiques de 1982. Enfin, la plus longue absence au niveau international se déroule entre le 28 octobre 1993, après la défaite contre la Corée du Sud en éliminatoires pour la Coupe du monde 1994 et le 13 septembre 1998.
| Rang                                        | Nom             | Période   |
| ------------------------------------------- | --------------- | --------- |
| 1                                           | Kim Gun-nam     | 1964-1965 |
| 2                                           | Myung Rye-hyun  | 1965-1966 |
| Un seul match entre 1966 et 1971            |                 |           |
| 3                                           | Pak Doo-ik      | 1976      |
| 4                                           | Yang Seung-kook | 1980      |
| 5                                           | Han Bong-zin    | 1980-1981 |
| 6                                           | Pak Du-sok      | 1982      |
| Aucun match entre 1983 et 1984 (suspension) |                 |           |

| Rang                           | Nom                 | Période   |
| ------------------------------ | ------------------- | --------- |
| 7                              | Jong Yong-song      | 1985      |
| 8                              | Pak Doo-ik (2)      | 1986-1989 |
| 9                              | Kim Jong-min        | 1990      |
| 10                             | Myong Dong-chan     | 1990      |
| 11                             | Pál Csernai         | 1991-1993 |
| Aucun match entre 1994 et 1997 |                     |           |
| 12                             | Mun Ki-nam          | 1998-1999 |
| 13                             | Myong Dong-chan (2) | 2000      |
| 14                             | Ri Jong-nam         | 2001-2002 |

| Rang | Nom             | Période   |
| ---- | --------------- | --------- |
| 15   | Yun Jong-su     | 2003-2005 |
| 16   | Han Hyong-il    | 2005      |
| 17   | Kim Jong-hun    | 2006-2010 |
| 18   | Jo Tong-sop     | 2010-2011 |
| 19   | Yun Jong-su (2) | 2011-2014 |
| 20   | Jo Tong-sop (2) | 2014-2015 |
| 21   | Kim Chang-bok   | 2015-2016 |
| 22   | Jørn Andersen   | 2016-2018 |
| 23   | Kim Yong-Jun    | 2018-2019 |
| 24   | Yun Jong-su (3) | 2019-2023 |
| 25   | Sin Yong-nam    | 2023-     |

Myung Rye-hyun est le premier sélectionneur emblématique de l'équipe nationale. Il prend en charge les Chollimas après les Jeux olympiques de Tokyo en 1964 (auxquels n'ont pas participé les Nord-Coréens en dépit d'une qualification acquise sur le terrain) et les prépare à l'objectif fixé par les dirigeants : la qualification pour la Coupe du monde 1966 en Angleterre. Une fois le billet en poche, c'est de façon militaire, pendant plusieurs mois que le jeune technicien (alors âgé de 40 ans) et ses hommes vont travailler et arriver à Middlesbrough pour la phase finale. Le parcours est à la hauteur des espoirs de tout un peuple : deuxième de la poule derrière l'URSS, avec une victoire de prestige face à l'Italie, la Corée du Nord tombe en quarts de finale contre le Portugal d'Eusébio. Myung quitte son poste à la suite de ce revers et devient une icône dans son pays, comme tous les membres de la délégation nord-coréenne ayant participé à ce bon résultat.

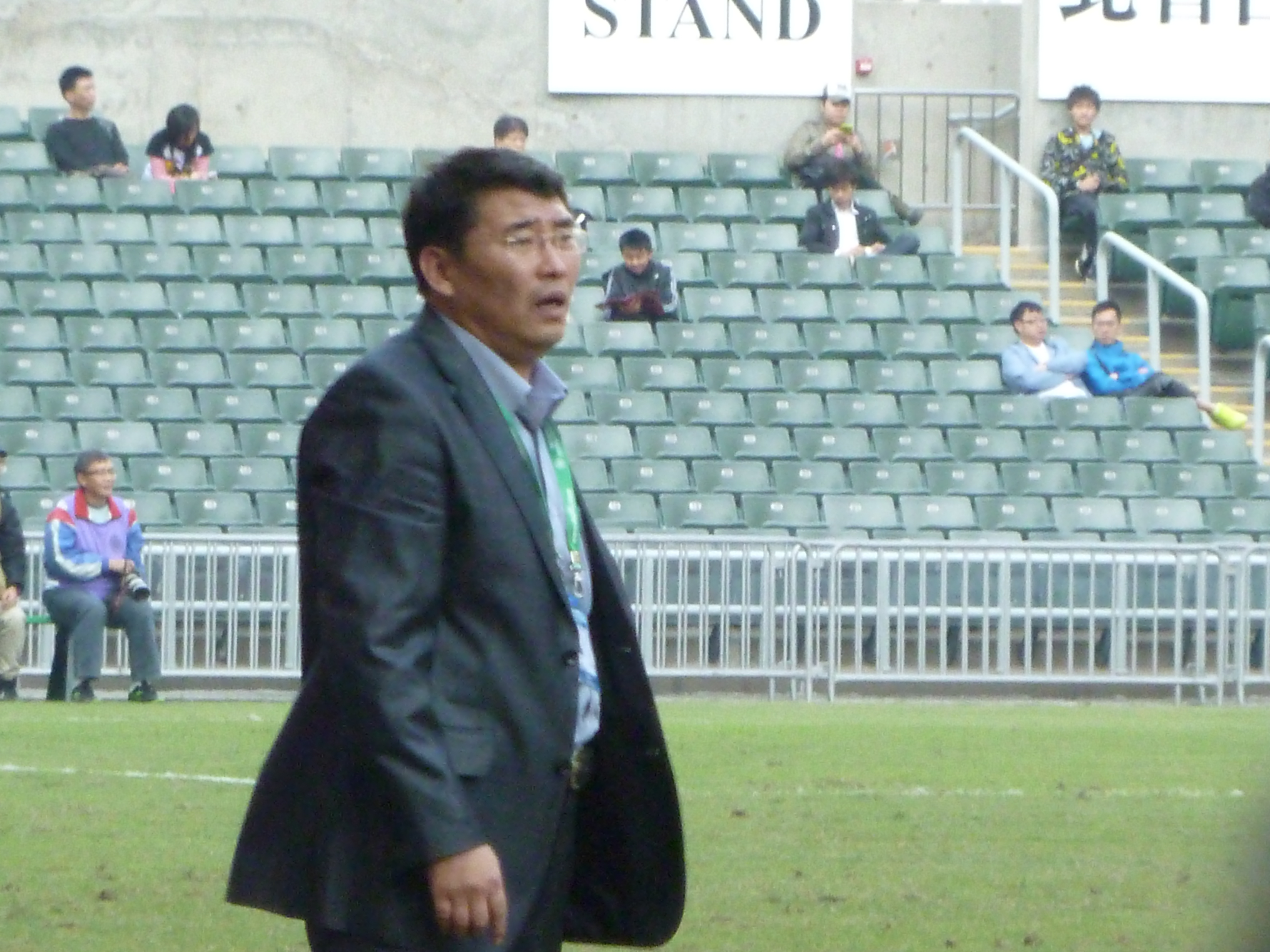
Yun Jong-su, sélectionneur de l'équipe nationale entre 2003 et 2005, de 2011 à 2014 et de 2019 à 2023.

Pál Csernai est le tout premier technicien étranger recruté par la fédération nord-coréenne. Engagé en 1991, il dirige la sélection lors de la phase finale de la Coupe d'Asie des nations 1992 au Japon. Éliminé dès la phase de poule, terminant dernier sans aucune victoire, il se voit ensuite confier la mission de qualifier les Chollimas pour la Coupe du monde 1994 aux États-Unis. En dépit d'un bon parcours, les Nord-Coréens atteignent la poule finale à six mais ne jouent qu'un rôle de spectateur lors du tour final, laissant Saoudiens, Sud-Coréens et Japonais se disputer les deux places en phase finale. La Corée du Nord termine dernière du groupe, la déception est immense pour l'ancien entraîneur du Bayern Munich, qui quitte son poste dès la fin des rencontres qualificatives pour l'Europe.
Kim Jong-hun est le sélectionneur qui a réussi le plus long mandat de sélectionneur. Engagé en 2006, il finit sur le podium lors de l'édition inaugurale de l'AFC Challenge Cup puis il parvient à qualifier ses hommes pour la phase finale de la Coupe du monde 2010 en Afrique du Sud, après une campagne éliminatoire longue et difficile. Le parcours sud-africain tourne court avec trois défaites en trois rencontres, dont un record (7-0) contre le Portugal. Cette humiliation entraîne le limogeage de Kim, qui redevient l'entraîneur principal du meilleur club du pays, April 25, poste qu'il occupait avant son recrutement par la fédération.
Yun Jong-su a effectué deux mandats à la tête de la Corée du Nord. Après un premier passage de deux saisons sans résultats probants, il est de nouveau appelé par la fédération à la suite du parcours désastreux de la sélection, coachée par Jo Tong-sop, en Coupe d'Asie des nations 2011, achevée dès le premier tour. Yun réussit à conserver l'AFC Challenge Cup, déjà remportée par les Nord-Coréens en 2010, ce qui assure une qualification directe pour la Coupe d'Asie des nations 2015, organisée en Australie. En dépit d'une élimination pour la phase finale de la Coupe du monde 2014, les Chollimas vont rester invaincus jusqu'en septembre 2013.

## Infrastructures

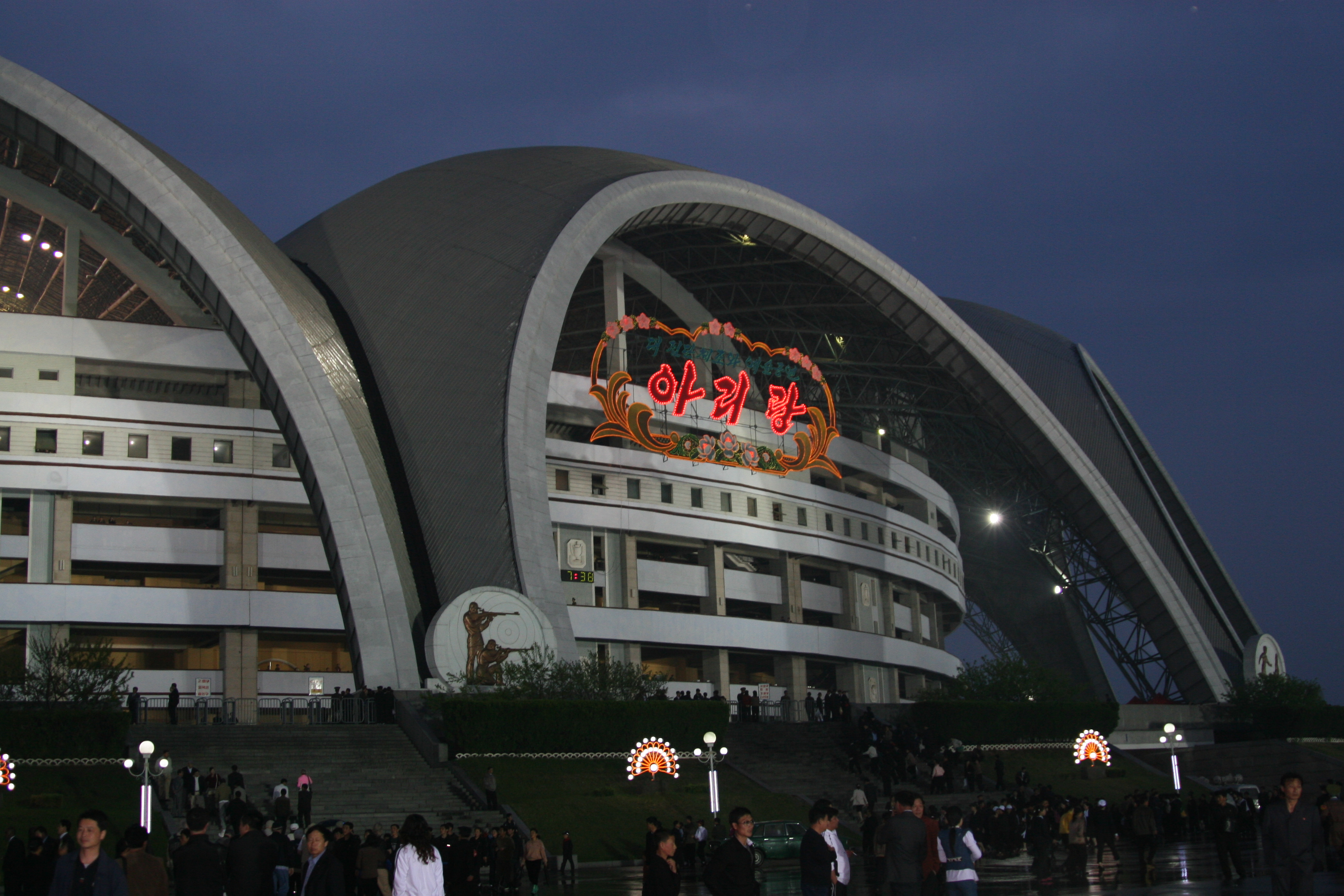
Entrée du Stade du Premier-Mai, de nuit.

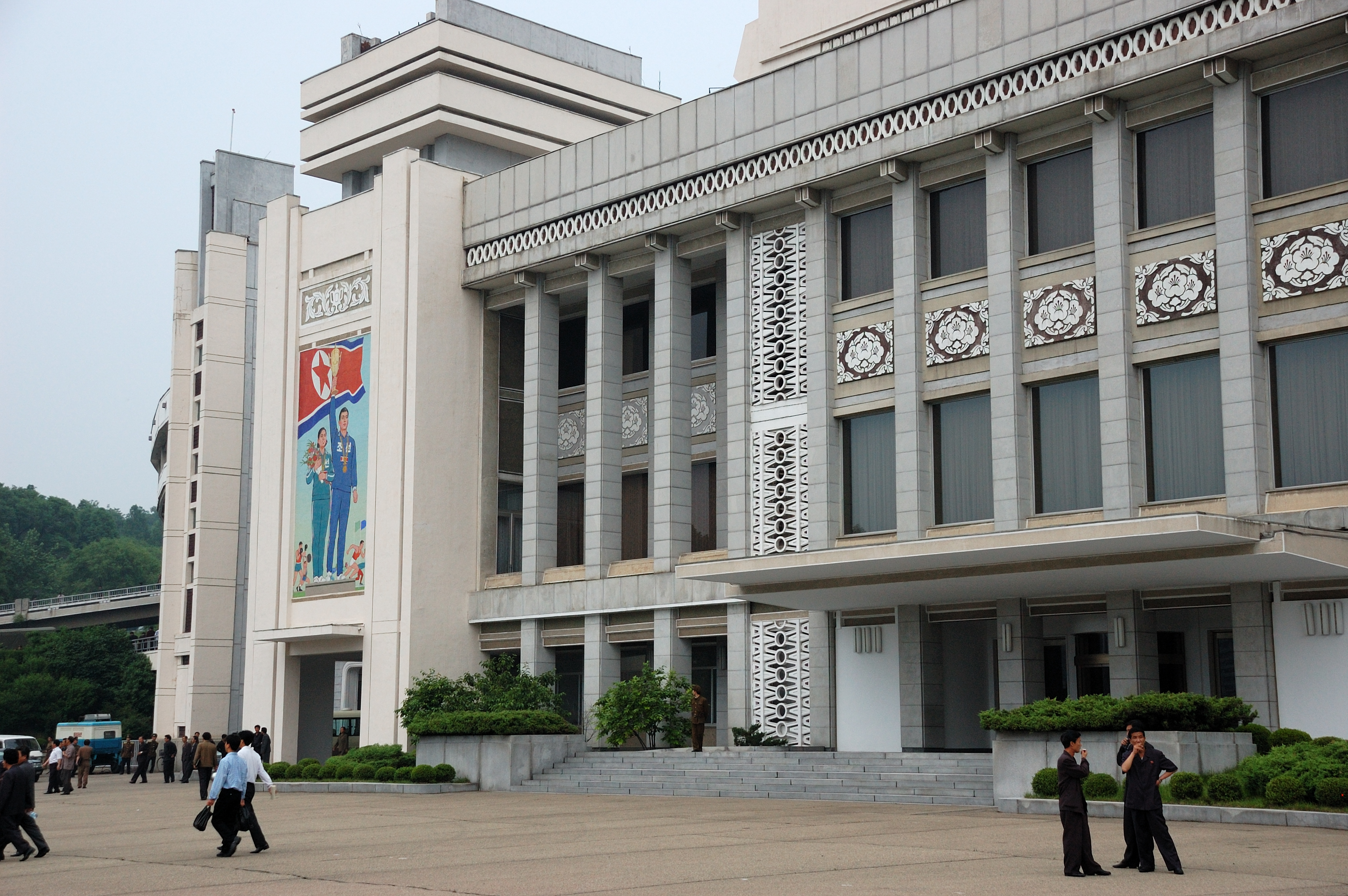
Entrée du Stade Kim Il-sung.

Le Stade Kim Il-sung, situé dans la capitale Pyongyang, est l'enceinte historique des Chollima. La sélection y dispute la majorité de ses rencontres à domicile depuis 1964. Inauguré en 1926 sous le nom de Girimri Stadium (기림리공설운동장), cette enceinte a également accueilli jusqu'en 1989 des meetings politiques. Le stade a été reconstruit en 1969 et prend alors le nom de Moranbong Stadium, du nom du club de Pyongyang qui y joue ses rencontres à domicile, le Moranbong SC. En 1982, le stade est rénové et rebaptisé en l'honneur du Grand Leader, Kim Il-sung. La capacité actuelle de l'enceinte est de 50 000 places. Il est aujourd'hui principalement utilisé pour les rencontres à domicile des équipes nationales (masculines et féminines) et du Pyongyang CSG et a accueilli les spectacles de masses jusqu'en 1989, année de l'inauguration du Stade du Premier-Mai.
D'autres rencontres peuvent avoir lieu au Stade de Yanggakdo, d'une capacité moindre (environ 30 000 places). Inauguré en mai 1989, le Stade du Premier-Mai, n'est que très rarement utilisé par la sélection, en dépit de sa capacité unique au monde de 150 000 spectateurs.
Depuis 2019, la Corée du Nord avait l'habitude d'accueillir ses matches à domicile sur terrain neutre dans toute l'Asie.

## Résultats

### Palmarès
- AFC Challenge Cup :
  - Vainqueurs en 2010 et 2012
  - 3e place en 2008
- Coupe d'Asie de l'Est des nations :
  - 3e place en 1990, 1992, 2005 et 2015
- Nehru Cup
  - Vainqueur en 1993

### Parcours en Coupe du monde
| Année | Position        |      | Année             | Position |                   | Année | Position |
| 1930  | Non inscrite    | 1974 | Tour préliminaire | 2010     | 1er tour          |       |          |
| 1934  | Non inscrite    | 1978 | Forfait           | 2014     | Tour préliminaire |       |          |
| 1938  | Non inscrite    | 1982 | Tour préliminaire | 2018     | Tour préliminaire |       |          |
| 1950  | Non inscrite    | 1986 | Tour préliminaire | 2022     | Forfait           |       |          |
| 1954  | Non inscrite    | 1990 | Tour préliminaire | 2026     | Tour préliminaire |       |          |
| 1958  | Non inscrite    | 1994 | Tour préliminaire | 2030     | À venir           |       |          |
| 1962  | Non inscrite    | 1998 | Non inscrite      | 2034     | À venir           |       |          |
| 1966  | Quart de finale | 2002 | Non inscrite      |          |                   |       |          |
| 1970  | Forfait         | 2006 | Tour préliminaire |          |                   |       |          |

### Parcours en Coupe d'Asie des nations
| Année | Position         |      | Année               | Position |           | Année | Position |
| 1956  | Non inscrite     | 1984 | Suspendue par l'AFC | 2011     | 1er tour  |       |          |
| 1960  | Non inscrite     | 1988 | Tour préliminaire   | 2015     | 1er tour  |       |          |
| 1964  | Non inscrite     | 1992 | 1er tour            | 2019     | 1er tour  |       |          |
| 1968  | Non inscrite     | 1996 | Non inscrite        | 2023     | Forfait   |       |          |
| 1972  | Non inscrite     | 2000 | Tour préliminaire   | 2027     | Qualifiée |       |          |
| 1976  | Forfait          | 2004 | Tour préliminaire   |          |           |       |          |
| 1980  | Demi-finale (4e) | 2007 | Suspendue par l'AFC |          |           |       |          |

### Parcours en Coupe d'Asie de l'Est
| Année | Position     |      | Année                     | Position |                           | Année | Position |  | Année | Position |
| 1990  | 3e           | 2003 | Forfait                   | 2013     | Tour préliminaire (5e/10) | 2022  | Forfait  |  |       |          |
| 1992  | 3e           | 2005 | 3e                        | 2015     | 3e                        | 2025  | Forfait  |  |       |          |
| 1995  | Non inscrite | 2008 | 4e                        | 2017     | 4e                        |       |          |  |       |          |
| 1998  | Non inscrite | 2010 | Tour préliminaire (5e/10) | 2019     | Tour préliminaire (5e/10) |       |          |  |       |          |

### Parcours en AFC Challenge Cup
| Année | Position     |
| ----- | ------------ |
| 2006  | Non inscrite |
| 2008  | 3e           |
| 2010  | Vainqueur    |
| 2012  | Vainqueur    |
| 2014  | Non inscrite |

### Parcours aux Jeux olympiques
| Année          | Résultat                      |             | Année                            | Résultat |
| De 1908 à 1956 | Non inscrite                  | 1976        | Quart de finale                  |          |
| 1960           | Non inscrite                  | 1980        | Tour préliminaire                |          |
| 1964           | Forfait avant la phase finale | 1984        | Non inscrite                     |          |
| 1968           | Forfait                       | 1988        | Disqualifiée                     |          |
| 1972           | Tour préliminaire             | Depuis 1992 | Compétition disputée par les U23 |          |

## Statistiques

### Nations rencontrées
Les deux participations nord-coréennes à la Coupe du monde et les matchs amicaux joués sur plusieurs continents ont permis aux Chollimas de se mesurer à de nombreuses autres sélections, même si la majorité des rencontres ont eu lieu face à d'autres équipes asiatiques. Elle a ainsi rencontré des équipes européennes (comme le Portugal à deux reprises, l'Italie, la Pologne, la Norvège, la Suède à deux reprises, la Finlande, la Bulgarie à trois reprises, la Lettonie à deux reprises, la Russie ou la Grèce), américaines (États-Unis, Mexique, Brésil, Chili, Bolivie, Paraguay ou Venezuela…) ou africaines (Algérie, Afrique du Sud, Nigeria, Égypte, Côte d'Ivoire, Congo, Mali, Zambie ou Burkina Faso entre autres).
Ses adversaires récurrents sont principalement les autres nations du Sud-Est asiatique, à savoir la Chine, le Japon, la Thaïlande mais aussi l'Iran et le Koweït. La Corée du Nord a eu l'occasion de rencontrer au moins à quinze reprises chacune de ces nations, que ce soit en amical ou en match officiel. Elle entretient également une rivalité, sportive et diplomatique, très forte avec la Corée du Sud.

### Rivalités

#### Avec la Corée du Sud

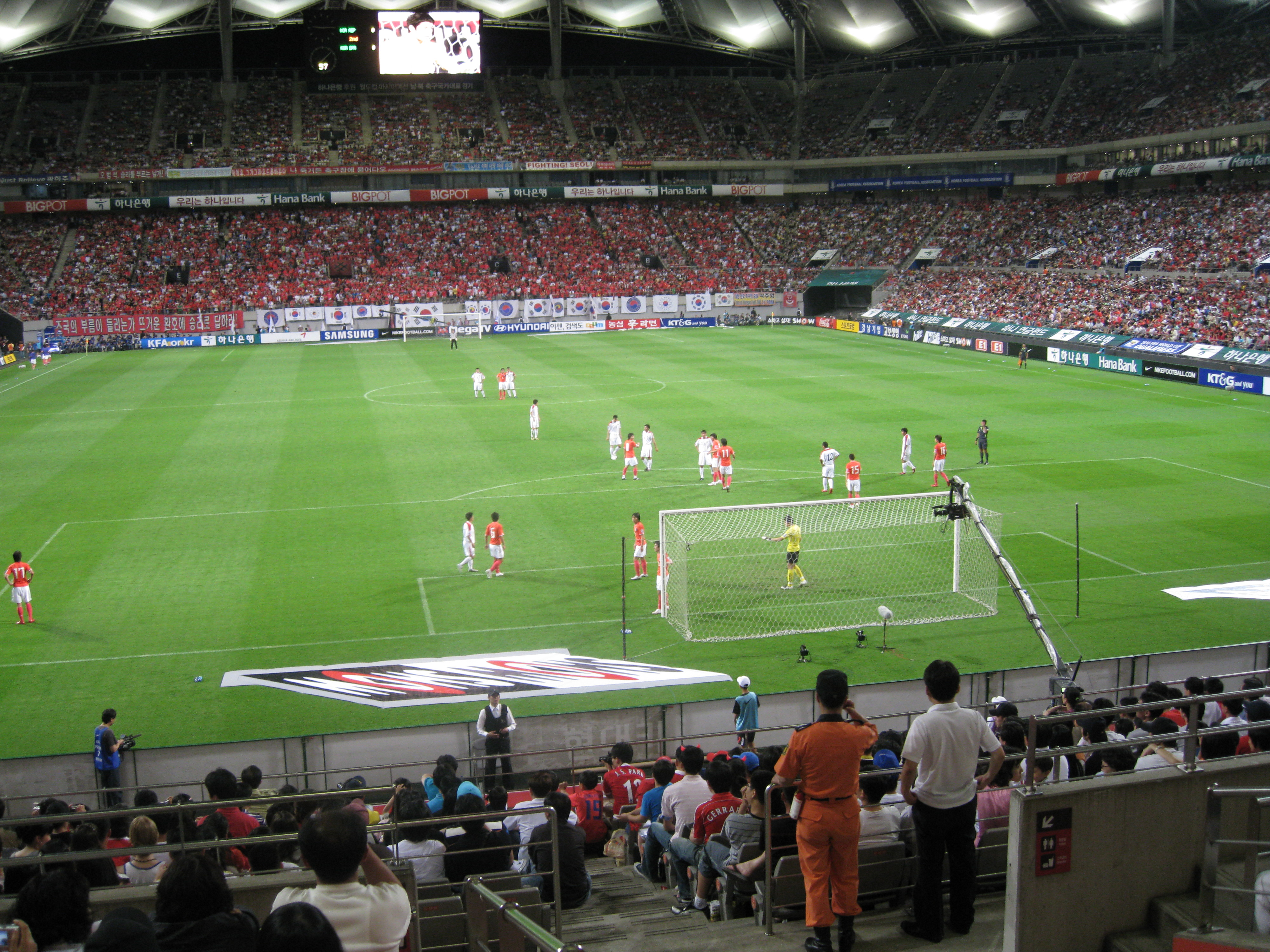
Match Corée du Sud-Corée du Nord à Séoul, le 22 juin 2008.

En dépit des vives tensions qui existent entre la Corée du Nord et la Corée du Sud depuis la partition de la Corée en 1948, les deux sélections nationales se sont affrontées 17 fois, mais seulement depuis 1978. Le premier match opposant les Chollimas aux Guerriers Taeguk a eu lieu le 22 décembre 1978 à Bangkok, en finale de la compétition de football des Jeux asiatiques de 1978. La rencontre se solde par un match nul 0-0, les deux nations se partageant le podium. Jusqu'alors, la fédération nord-coréenne avait refusé toute rencontre avec son homologue du Sud, allant même jusqu'à se retirer de la phase qualificative pour la Coupe du monde 1978, le tirage au sort l'ayant placée dans la même poule que la Corée du Sud.
Les deux nations se sont presque toujours affrontées dans le cadre de matchs officiels, que ce soit lors de qualifications pour la Coupe du monde, comme pour les éditions 1990, 1994, 2010 (où elles sont placées dans le même groupe lors des troisième puis quatrième tours) ou 2022, ou en phase finale de la Coupe d'Asie de l'Est ; les exceptions étant deux matchs amicaux en 1990, et un en 2005. À noter que la Corée du Sud n'a disputé que deux rencontres sur le terrain nord-coréen, en 1990 puis le 15 octobre 2019 dans le cadre des qualifications au Mondial 2022. En effet, Pyongyang refuse régulièrement de faire jouer l'hymne sud-coréen, et de faire flotter le Taegeukgi, le drapeau de Corée du Sud dans l'enceinte du Stade Kim Il-sung. Ainsi, trois des quatre rencontres « à domicile » de la Corée du Nord face à sa voisine du Sud depuis 1990 ont été délocalisées en Chine (à Chongqing et Shanghai).
Les 17 rencontres entre les deux équipes se sont soldées par 8 matchs nuls, 8 victoires pour le Sud, et une seule victoire pour le Nord : 2-1 lors d'un match amical le 11 octobre 1990 à Pyongyang, l'une des deux seules rencontres entre les deux pays à avoir eu lieu en Corée du Nord.

#### Avec les autres pays d'Asie du Sud-Est
L'Iran est la sélection la plus souvent rencontrée par la Corée du Nord avec 25 matchs disputés depuis leur première rencontre, dans le cadre du tournoi qualificatif pour les Jeux olympiques de Munich en 1972. À noter que sur ces 25 rencontres, 4 d'entre elles rentrent dans le cadre des qualifications aux JO et ne sont pas comptabilisées comme des matchs FIFA, et que les Chollimas n'ont jamais battu l'Iran au cours de leurs confrontations et que c'est l'équipe qu'elle a eu le plus l'occasion de jouer dans le cadre de la Coupe d'Asie des nations (éliminatoires et phases finales confondues) avec sept matchs.
La Chine, l'autre pays frontalier de la Corée du Nord, entretient des relations très proches avec le régime de Pyongyang. Sur le plan sportif, la sélection chinoise et son homologue nord-coréenne se sont rencontrées 19 fois, dont six lors de rencontres amicales, ainsi qu'une rencontre entrant dans le cadre des qualifications au JO et donc non reconnu dans les statistiques de la FIFA. Le premier match entre les deux équipes date même de 1959, soit cinq ans avant que l'équipe nationale ne soit officiellement formée.
Japonais et Nord-Coréens ont disputé 19 matchs les uns contre les autres, dont dix lors des éliminatoires pour les différentes Coupes du monde. Les relations tendues entre Tokyo et Pyongyang ont généré des incidents diplomatiques lors de la dernière rencontre entre les deux sélections, dans le cadre des qualifications pour la Coupe du monde 2014.
Le chiffre de 21 rencontres jouées par les Nord-Coréens face à la Thaïlande s'explique par la participation régulière de l'équipe nord-coréenne au tournoi amical organisé annuellement à Bangkok, la King's Cup. Il y a eu ainsi 8 matchs entre les deux équipes lors des différentes éditions de cette compétition. Elles se sont également affrontées dans le cadre des qualifications pour les Jeux olympiques (en 1964), pour la Coupe du monde, pour la Coupe d'Asie des nations et lors des Jeux asiatiques.
La Corée du Nord a affronté le Koweït à 15 reprises, avec un bilan d'une seule victoire nord-coréenne, 7 matchs nuls et 7 victoires koweïtiennes. Néanmoins, la rencontre comptant pour le premier tour des Jeux asiatiques de 2002 remportée par le Koweït sur le score de 2-0 n'est pas comptabilisée par la FIFA, les Jeux asiatiques n'étant plus considérés comme des matchs FIFA après l'édition 1998. 

### Classements FIFA
| Année              | 1993 | 1994 | 1995 | 1996 | 1997 | 1998 | 1999 | 2000 | 2001 | 2002 | 2003 | 2004 | 2005 | 2006 | 2007 | 2008 | 2009 | 2010 | 2011 | 2012 | 2013 | 2014 | 2015 | 2016 | 2017 | 2018 | 2019 | 2020 | 2021 | 2022 | 2023 | 2024 |
| ------------------ | ---- | ---- | ---- | ---- | ---- | ---- | ---- | ---- | ---- | ---- | ---- | ---- | ---- | ---- | ---- | ---- | ---- | ---- | ---- | ---- | ---- | ---- | ---- | ---- | ---- | ---- | ---- | ---- | ---- | ---- | ---- | ---- |
| Classement mondial | 62   | 84   | 117  | 144  | 166  | 158  | 172  | 142  | 136  | 124  | 117  | 95   | 82   | 113  | 115  | 113  | 86   | 108  | 110  | 99   | 138  | 150  | 105  | 125  | 126  | 109  | 116  | 115  | 109  | 112  | 116  | 115  |
| Classement en Asie | 9    | 13   | 19   | 28   | 37   | 32   | 36   | 27   | 25   | 21   | 23   | 18   | 11   | 17   | 14   | 14   | 10   | 14   | 15   | 12   | 22   | 25   | 13   |      |      |      | 21   | 21   | 20   | 22   | 22   | 21   |

| Légende du classement mondial : Légende du classement asiatique : | - de 50 à 99 - de 1 à 15 | - de 100 à 149 - de 16 à 30 | - de 150 à 199 - de 31 à 49 |

Au niveau mondial, la sélection nord-coréenne n'a jamais dépassé la 62e place, son rang lors de la mise en place du classement en 1992. Elle s'est hissée dans le top 100 en 1993, en 2004 et 2005, en 2009 et en 2012. A contrario, la période 1997-1999 a été la plus mauvaise puisque les Chollima ont été classés au-delà de la 150e place mondiale. Cette dégringolade est la conséquence de l'absence de matchs disputés par la sélection entre 1994 et 1998, période durant laquelle elle passe du 84e au 172e rang mondial.
L'évolution est sensiblement la même au classement continental. Le meilleur classement asiatique est une 9e place, datant de la création du classement FIFA. Si le bilan en 1997 est aussi le plus bas, avec un 37e rang sur le continent asiatique, la Corée du Nord est classée dans le top 15 asiatique depuis 2007.